# Renormering
Renormering är en uppsättning tekniker som används inom fältteorier för att bestämma rumtid/(energi)konstanter som teorin sedan baserar på. Den används inom kvantfältteori statistisk mekanik och teorin för självliknande geometriska strukturer.
Renormering kan enkelt beskrivas som att man betraktar enstaka partiklar på "lite avstånd". Man behöver inte ta hänsyn till kortlivade par av partiklar och antipartiklar, som är virtuella och som uppstår spontant enligt kvantteorin. Istället studerar man "molnet" av partiklarna, vilket gör att man får en ny laddning och en ny massa.
Metoden utvecklades på 1940-talet av Shinichirō Tomonaga, Julian Schwinger och Richard P. Feynman, som fick dela 1965 års Nobelpris för sina insatser.